# Phoroncidia rubromaculata
Phoroncidia rubromaculata là một loài nhện trong họ Theridiidae.
Loài này thuộc chi Phoroncidia. Phoroncidia rubromaculata được Eugen von Keyserling miêu tả năm 1886.